# Canelinha
Canelinha is een gemeente in de Braziliaanse deelstaat Santa Catarina. In 2010 telde de gemeente 10.603 inwoners.

## Aangrenzende gemeenten
De gemeente grenst aan Biguaçu, Brusque, Camboriú, Nova Trento, São João Batista en Tijucas.